# Dionysia michauxii
Dionysia michauxii là một loài thực vật có hoa trong họ Anh thảo. Loài này được (Duby) Boiss. mô tả khoa học đầu tiên năm 1846.